# Nini Tsiklauri
Nini Tsiklauri (née le 26 juillet 1992 à Tbilissi) est une actrice, chanteuse et militante politique allemande d'origine géorgienne.

## Biographie
Tsiklauri grandit en Géorgie, en Hongrie et, à partir de 2002, en Allemagne. Elle obtient l'abitur au Neuen Gymnasium de Bochum. Elle fait ses débuts d'actrice en 2006 dans le film Die Wilden Kerle 3 (de) sous le nom d'Aisha. De 2007 à 2010, elle joue le rôle de Layla Farsad dans la série jeunesse Schloss Einstein. Elle interprète Regenbogenzeit, le générique de la douzième saison. En 2015, elle fonde le Voices-of-Volunteers-Chor en vue du Concours Eurovision de la chanson 2015 et l'émission autrichienne Die große Chance sur ORF 1.
Tsiklauri écrit la chanson In meiner Welt pour la campagne Lies für Toleranz de Deutscher Vorlesepreis en 2010 et est ambassadrice de Fit am Ball Africa.
En 2008, elle interpelle la chancelière Angela Merkel lors de la conférence sur l'avenir de Thuringe pour soutenir l'entrée de la Géorgie dans l'OTAN. La même année, elle est témoin de la deuxième guerre d'Ossétie du Sud et la documente. En 2012, Tsiklauri chante l'hymne national géorgien lors de la cérémonie commémorative officielle pour les proches des victimes de la guerre et les forces armées géorgiennes.
En 2013, elle se met à étudier les sciences politiques à Vienne.
En 2015, elle participe au télé-crochet Popstars et prend la 17e place.
En 2014, Tsiklauri est membre des Young European Collectives, un groupe d'auteurs et d'activistes de différents pays européens. En 2015, le groupe publie son essai européen Who, If Not Us? en anglais.
Pour les élections européennes de 2019 en Autriche, Nini Tsiklauri se présente à la 5e place sur la liste de NEOS - La nouvelle Autriche et le Forum libéral. Cependant, en raison du résultat des élections, elle n'est pas élue au Parlement européen.
Elle a rejoint Volt Europa en 2023 et est depuis impliquée auprès de Volt Autriche. Elle se présente comme première candidate de Volt aux élections européennes en Autriche en 2024.